# Dichocrocis uniformalis
Dichocrocis uniformalis là một loài bướm đêm trong họ Crambidae.